# フルトン・ストリート駅 (ニューヨーク市地下鉄)
フルトン・ストリート駅（Fulton Street）はロウアー・マンハッタンにあるニューヨーク市地下鉄の複合駅で、以下の4路線の間で相互に乗換ができる。
- IND8番街線
- IRTレキシントン・アベニュー線
- IRTブロードウェイ-7番街線
- BMTナッソー・ストリート線

IND8番街線はブロードウェイからナッソー・ストリートの間のフルトン・ストリート下を通り、他の3線はそれぞれブロードウェイ、ウィリアム・ストリート、ナッソー・ストリートの下を通ってフルトン・ストリートと交差している。フルトン・ストリート駅はニューヨーク市地下鉄で8番目に利用者の多い駅で、2015年には2167万1684人が利用した。以下の運行系統が乗り入れている。
- 2系統、4系統、A系統およびJ系統：終日
- 3系統、5系統およびC系統：深夜帯以外
- Z系統：ラッシュ時・混雑方向

フルトン・センターは複合駅内の往来を改善するため新駅舎を建設し、ワールドトレードセンターサイトへのアクセスを容易にする改築プロジェクトである。フルトン・ストリートの下を通る路線だけでなく、改札外乗換になるものの近くにあるコートランド・ストリートやチェンバーズ・ストリート駅との間をデイ・ストリート連絡通路で結んでいる。フルトン・センターは2014年11月10日に開業した。

## 駅構造
| G           | 地上階                          | 出入口 （以下の場所にエレベーターあり： - ウィリアム・ストリート-フルトン・ストリート交差点 南西角。注意：BMTナッソー・ストリート線、BMTブロードウェイ線およびIRTレキシントン・アベニュー線へはIND8番街線ホームを経由すること。）                                                  |
| B1 ホーム階 | 改札階                          | 改札、駅員詰所、メトロカード自動券売機、フルトン・センター連絡通路 |
| B1 ホーム階 | 7番街線北行                     | ← ウェイクフィールド-241丁目駅行き（パーク・プレイス駅） ← ハーレム-148丁目駅行き（パーク・プレイス駅） |
| B1 ホーム階 | 島式ホーム、左側ドアが開く      | |
| B1 ホーム階 | 7番街線南行                     | → ブルックリン・カレッジ駅行き（ウォール・ストリート駅）→ ニューロッツ・アベニュー駅行き（ウォール・ストリート駅）→ |
| B1 ホーム階 | 単式ホーム、左側ドアが開く      | |
| B1 ホーム階 | ナッソー・ ストリート線南行     | → ブロード・ストリート駅行き（終点）→ |
| B1 ホーム階 | 相対式ホーム、右側ドアが開く    | |
| B1 ホーム階 | レキシントン・ アベニュー線北行 | ← ウッドローン駅行き（ブルックリン・ブリッジ-シティ・ホール駅） ← イーストチェスター-ダイアー・アベニュー駅行き（ブルックリン・ブリッジ-シティ・ホール駅） ← ラッシュ時：ネレイド・アベニュー駅行き（ブルックリン・ブリッジ-シティ・ホール駅）                                     |
| B1 ホーム階 | レキシントン・ アベニュー線南行 | → クラウン・ハイツ-ユーティカ・アベニュー駅行き（ウォール・ストリート駅）→ ラッシュ時及び深夜：ニューロッツ・アベニュー駅行き（ウォール・ストリート駅）→ 平日：ブルックリン・カレッジ駅行き（ウォール・ストリート駅）→ 休日：ボウリング・グリーン駅行き（ウォール・ストリート駅）→ |
| B1 ホーム階 | 相対式ホーム、右側ドアが開く    | |
| B2 ホーム階 | 東コンコース                    | 路線間連絡通路 |
| B2 ホーム階 | ナッソー・ ストリート線北行     | ← ジャマイカ・センター駅行き（チェンバーズ・ストリート駅） |
| B2 ホーム階 | 単式ホーム、左側ドアが開く      | |
| B2 ホーム階 | 西コンコース                    | フルトン・センターへの連絡通路 |
| B3 ホーム階 | 8番街線北行                     | ← インウッド-207丁目駅行き（チェンバーズ・ストリート駅） ← 168丁目駅行き（チェンバーズ・ストリート駅） |
| B3 ホーム階 | 島式ホーム、左側ドアが開く      | |
| B3 ホーム階 | 8番街線南行                     | → レファーツ・ブールバード駅行き、ファー・ロッカウェイ駅行き、ロッカウェイ・パーク駅行き（ハイ・ストリート駅）→ ユークリッド・アベニュー駅行き（ハイ・ストリート駅）→ |

## IRTレキシントン・アベニュー線
IRTレキシントン・アベニュー線フルトン・ストリート駅は相対式ホーム2面2線の駅でブルックリン・ブリッジ-シティ・ホール駅からの延伸によって1905年1月16日に開業した。ブロードウェイ直下に設置されている。
かつては南行ホームのみが障害者対応だった。2012年10月にはデイ・ストリートに新たな入口が設置され、その際にエレベーターが設置されたためである。2014年11月には北行ホームにもエレベーターが設置され、両ホームが障害者対応になった。

### 画像

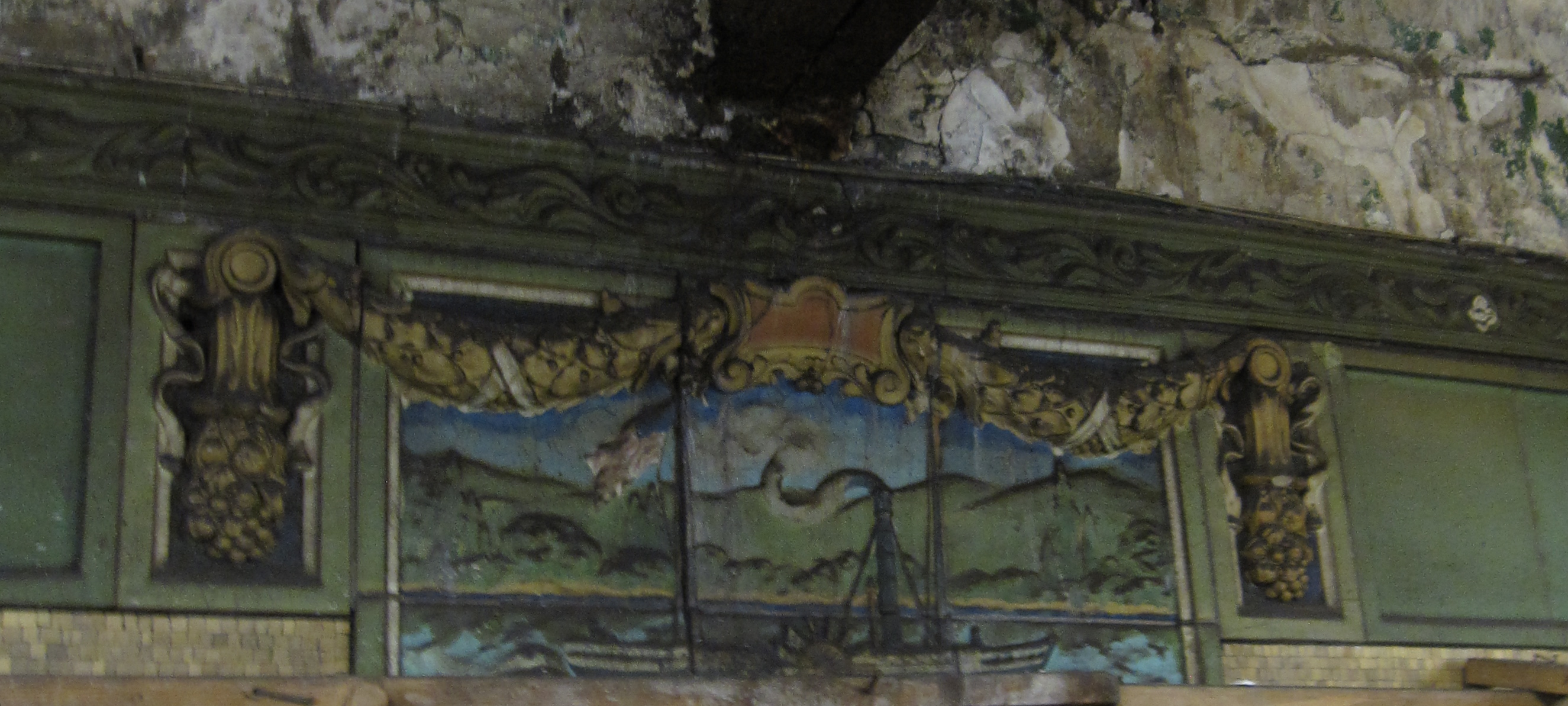
タイルワーク
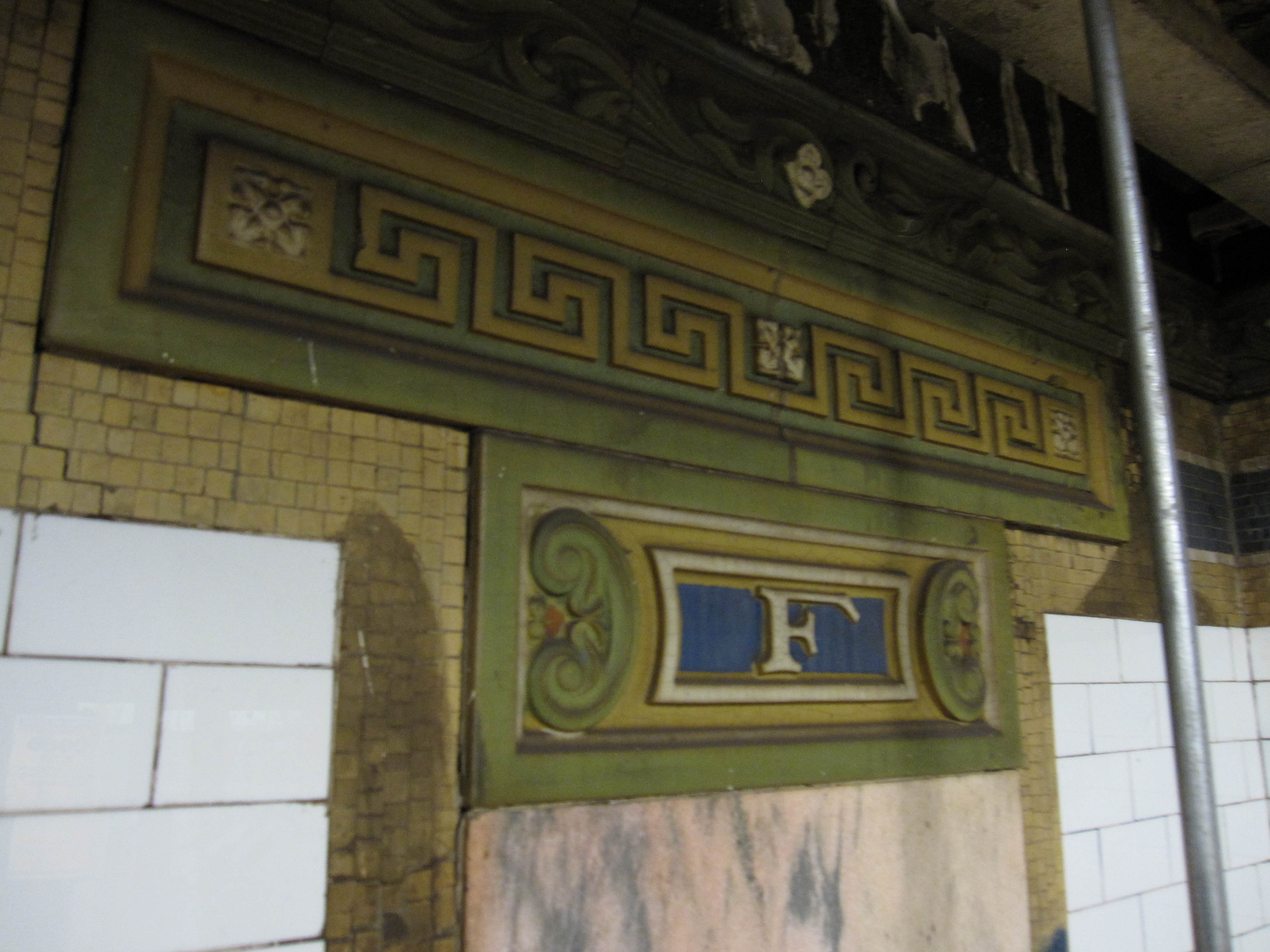
カルトゥーシュ
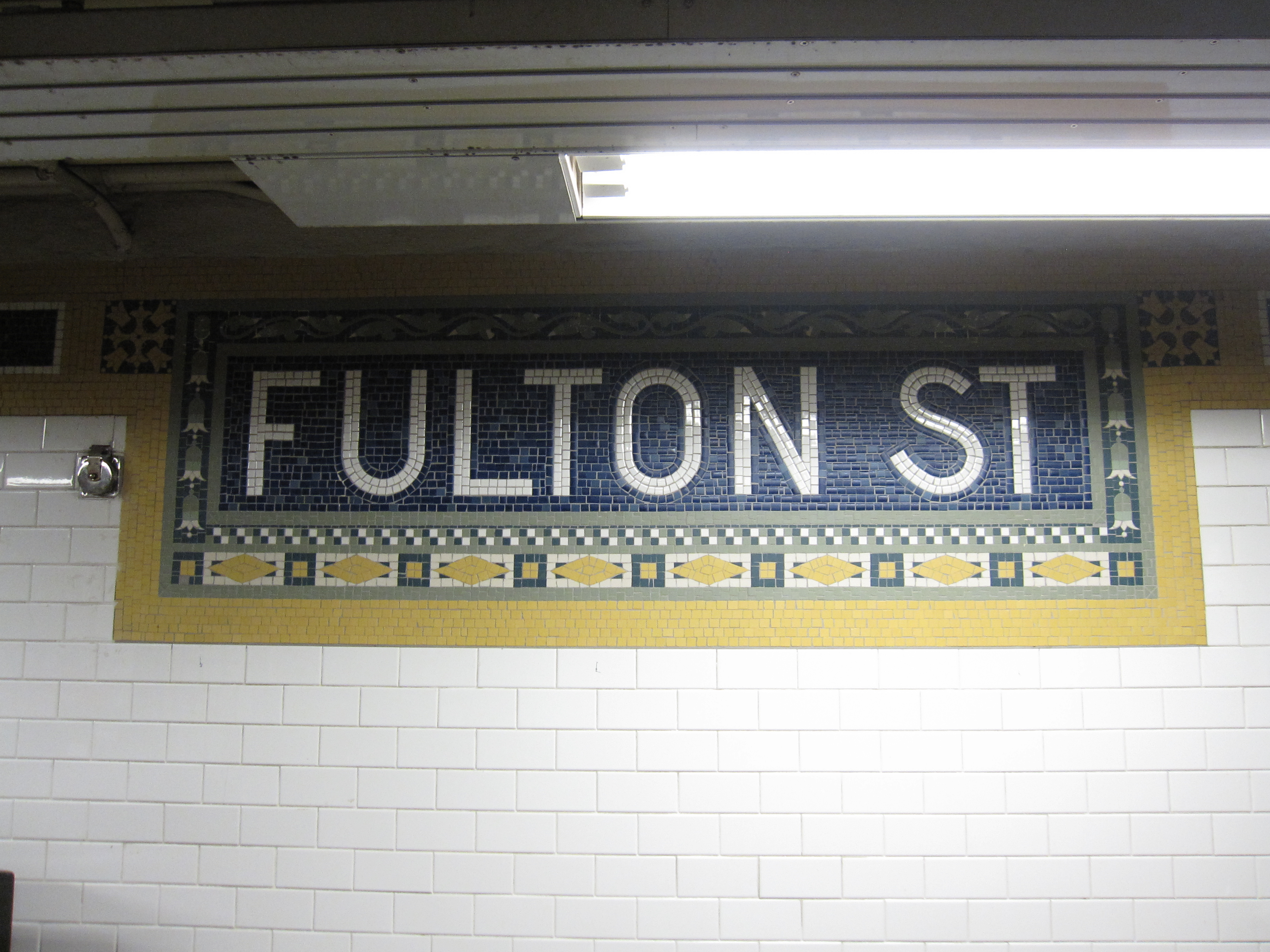
駅名標
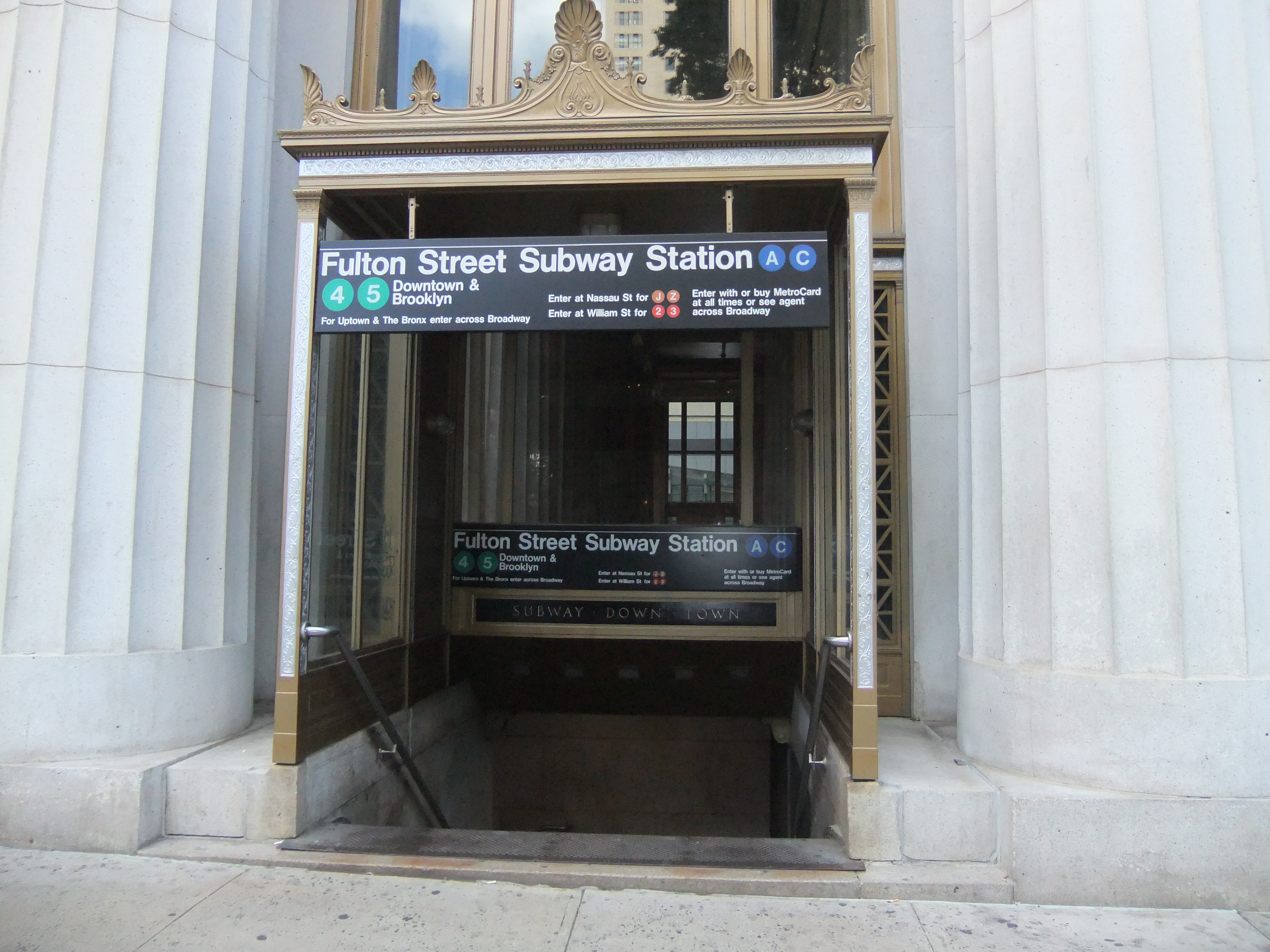
入口
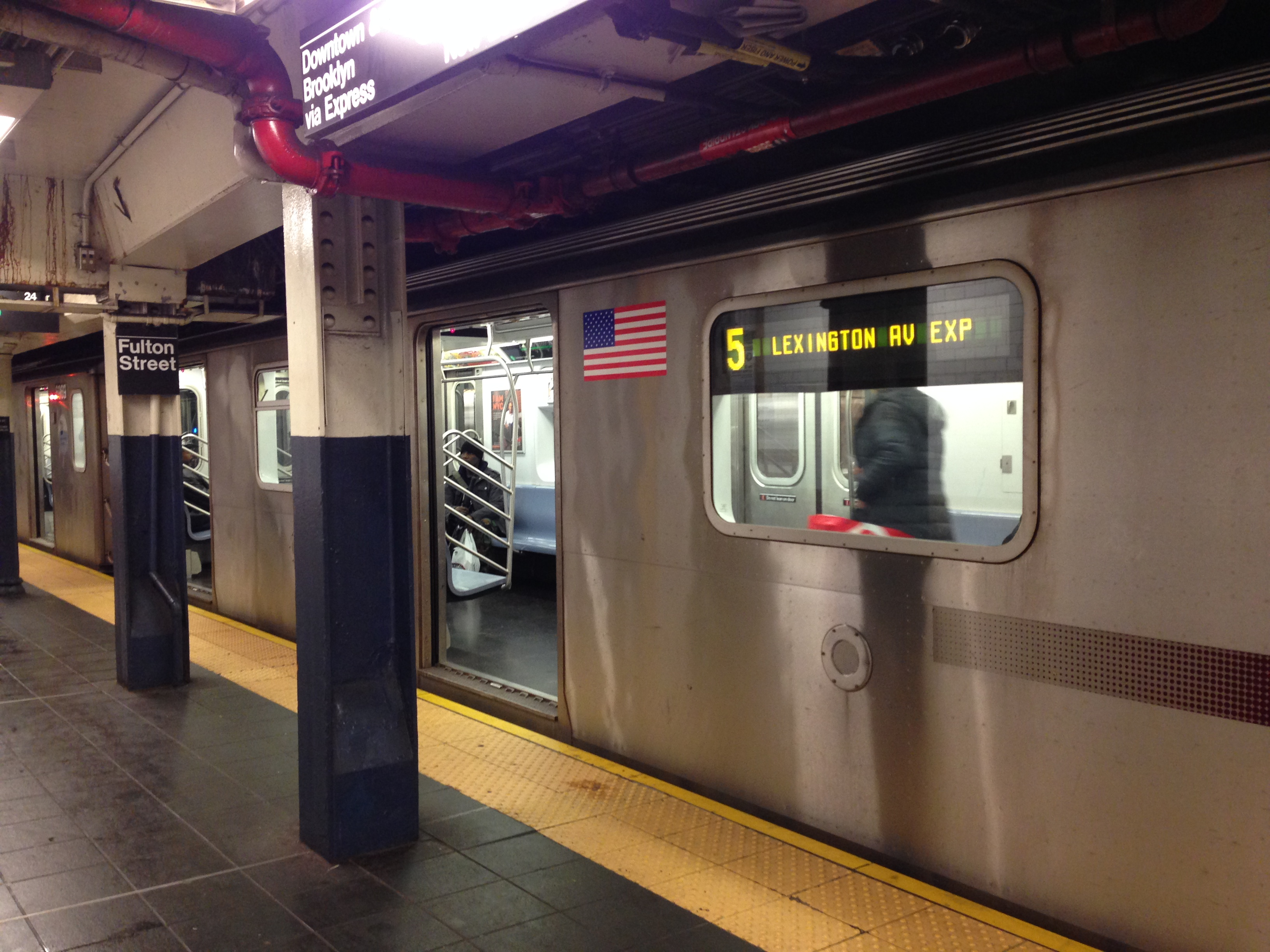
停車中の5系統ボウリング・グリーン駅行R142型電車

## IRTブロードウェイ-7番街線
IRTブロードウェイ-7番街線フルトン・ストリート駅は1918年7月1日にブルックリン支線の駅として開業した。クラーク・ストリート・トンネルが開通するまでは隣のウォール・ストリート駅がブルックリン支線の終点であった。
フルトン・ストリート駅は島式ホーム1面2線の標準的なローカル駅である。ブルックリン方面はK2番線、マンハッタン方面はK3番線である。これはキロ程を定めるチェイニングに基づく名称で、一般的なものではない。チェイニングの起点となる起点標はブロードウェイ-44丁目にある42丁目シャトルとの合流点に設けられており、フルトン・ストリート駅は約19,700フィート（3.7マイル）の位置にある。ただし、フルトン・ストリート駅は急行線上に設けられたローカル駅（ブルックリン支線は本線では急行線にあたる）であり、番線表記が急行線のものになっているのが標準と少し異なる点である。
フルトン・ストリート駅にはメザニンが2つあり、フルトン・ストリートの両側に分かれている。終日営業の出入口は南メザニンにあり、フルトン・ストリート-ウィリアム・ストリート交差点の南東角にある。北側はフルトン・ストリートとウィリアム・ストリート交差点北東に設置されている。エレベーターは南端に設置されているほか、他線への乗り換えは8番街線ホームを経由する必要がある。

### 画像

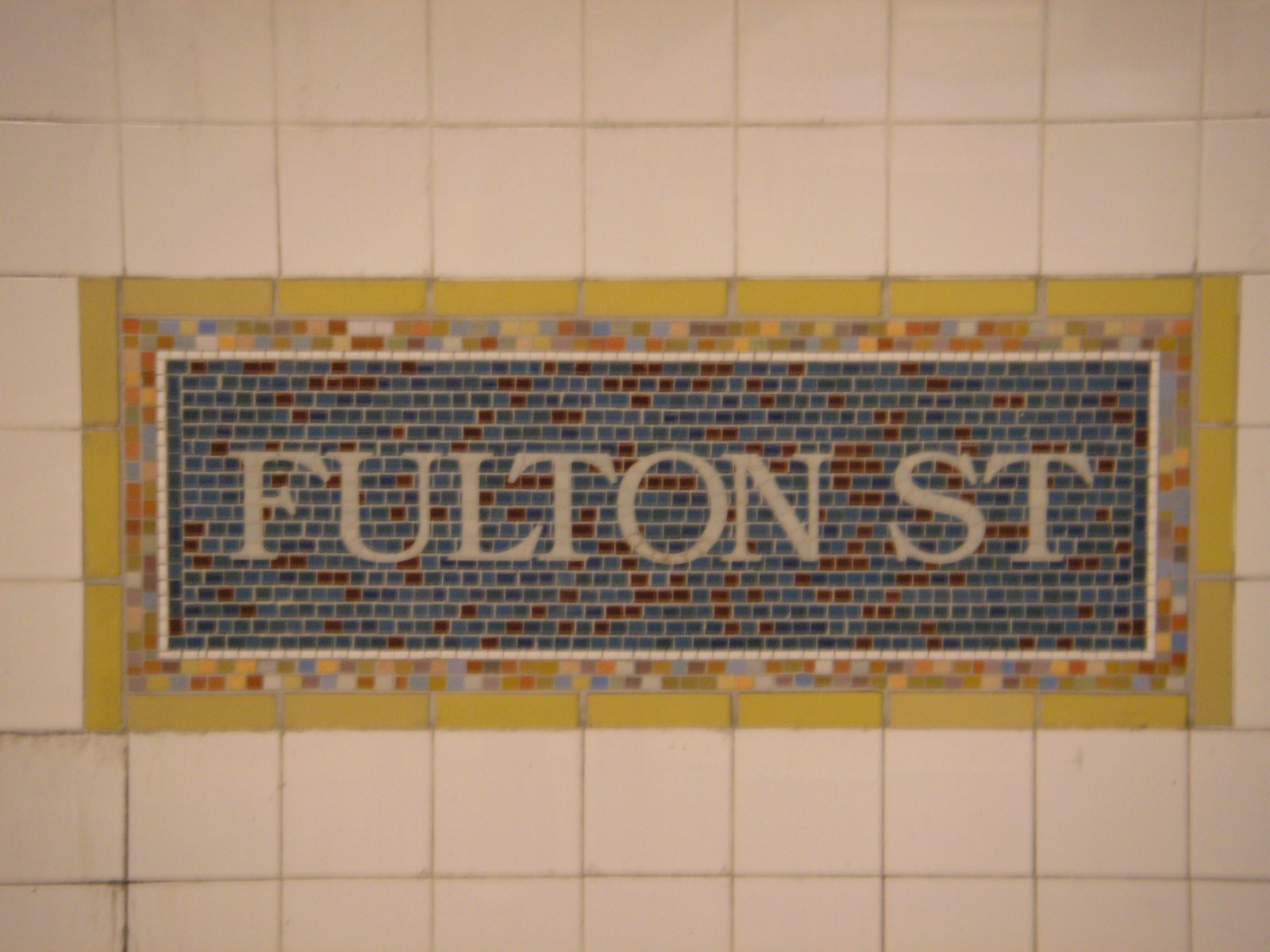
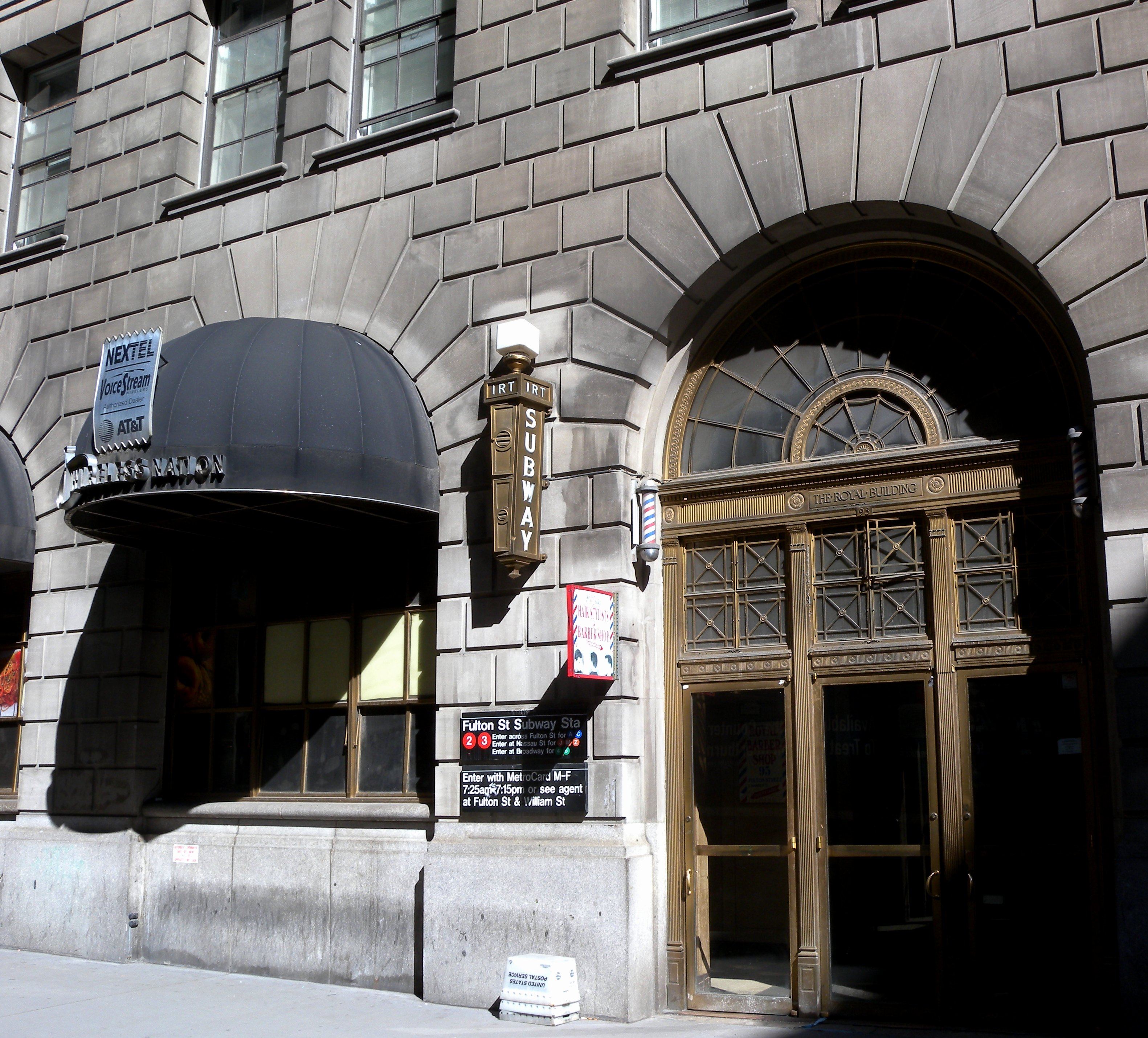
ロイヤル・ビルの戸口にある出入口。
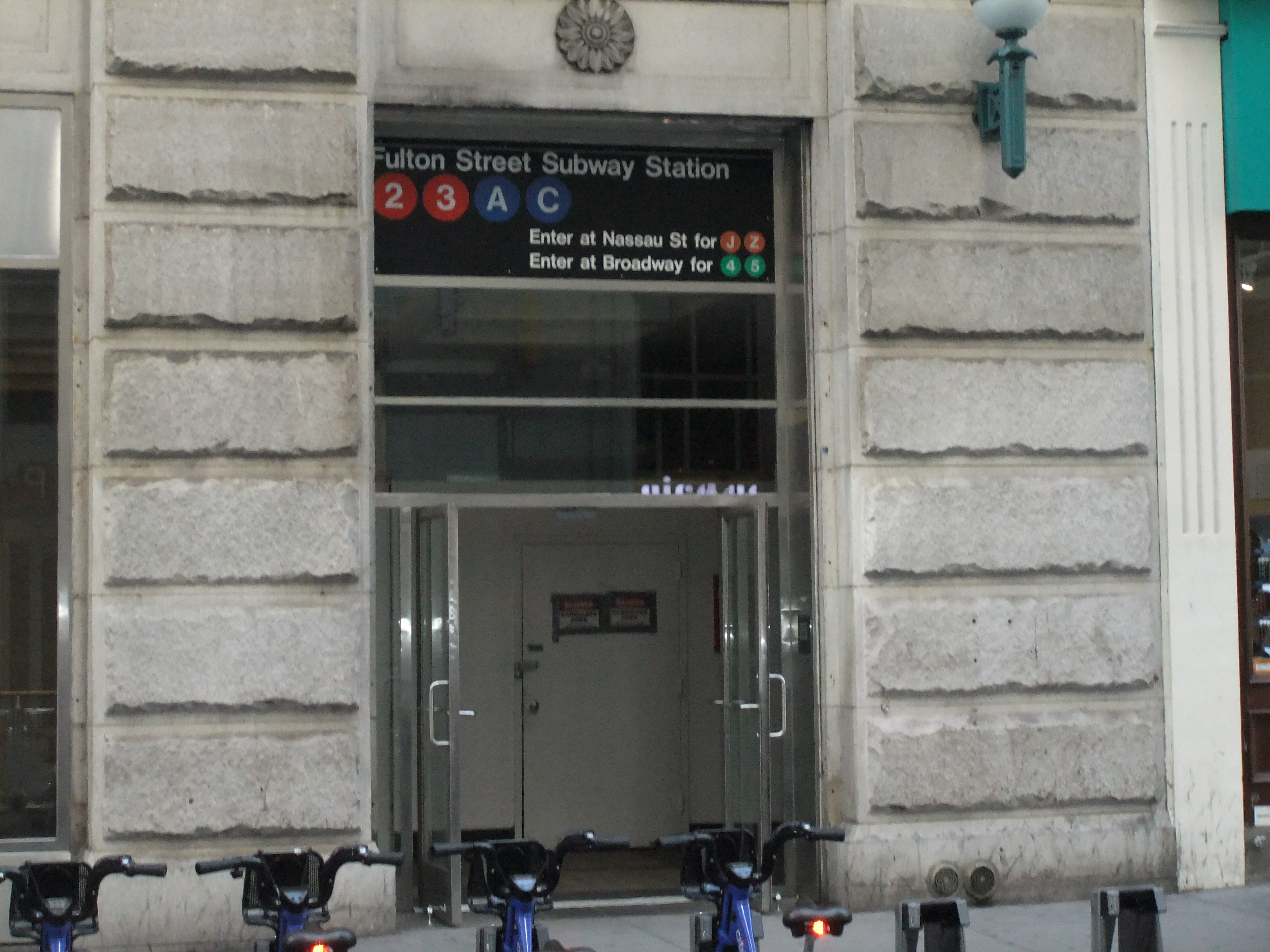
ウィリアム・ストリート-フルトン・ストリート交差点の出入口

## BMTナッソー・ストリート線
BMTナッソー・ストリート線フルトン・ストリート駅は相対式ホーム2面2線の駅であるが、ナッソー・ストリートの幅が狭いため2層構造になっており、ダウンタウン方面が上層階、アップタウン方面が下層階に停車する。構内レイアウトも他の駅とは異なっており、アップタウン方面ホームへの出入口はナッソー・ストリートの西側、ダウンタウン方面ホームへの出入口は東側（通常はこの逆）になっている。さらに下を走っているIND8番街ホームを経由してホーム間を移動することができる。
出口はナッソー・ストリートとフルトン・ストリートに設けられている。ジョン・ストリートに出る南出口はラッシュ時のみ利用可能である。アン・ストリートに出る北出口は閉鎖されている。ビークマン・ストリートおよびペース大学への通路が北の端にあるが、改札外であり1ブロック以上の長さがある。

### 画像

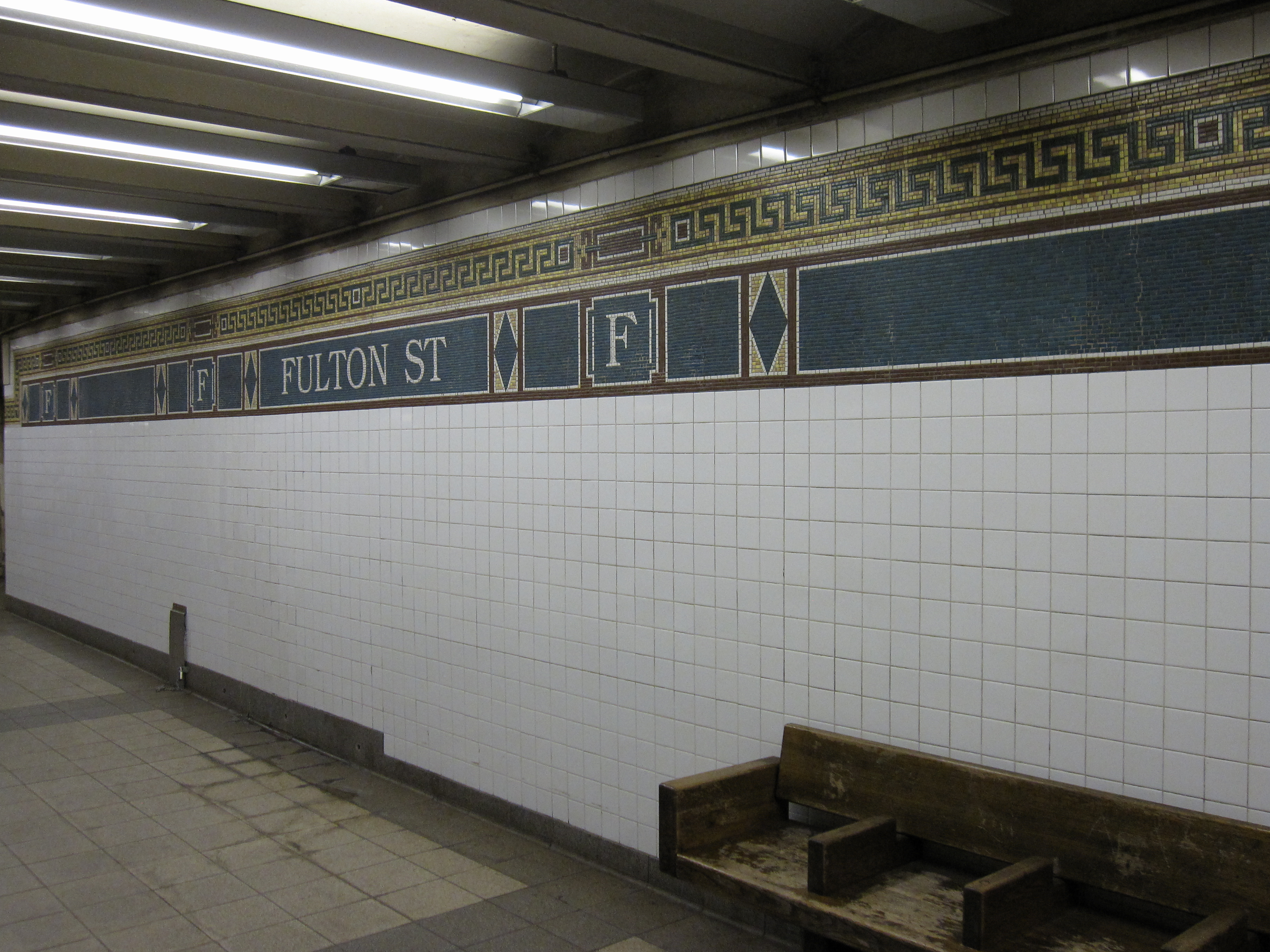
モザイクとベンチ
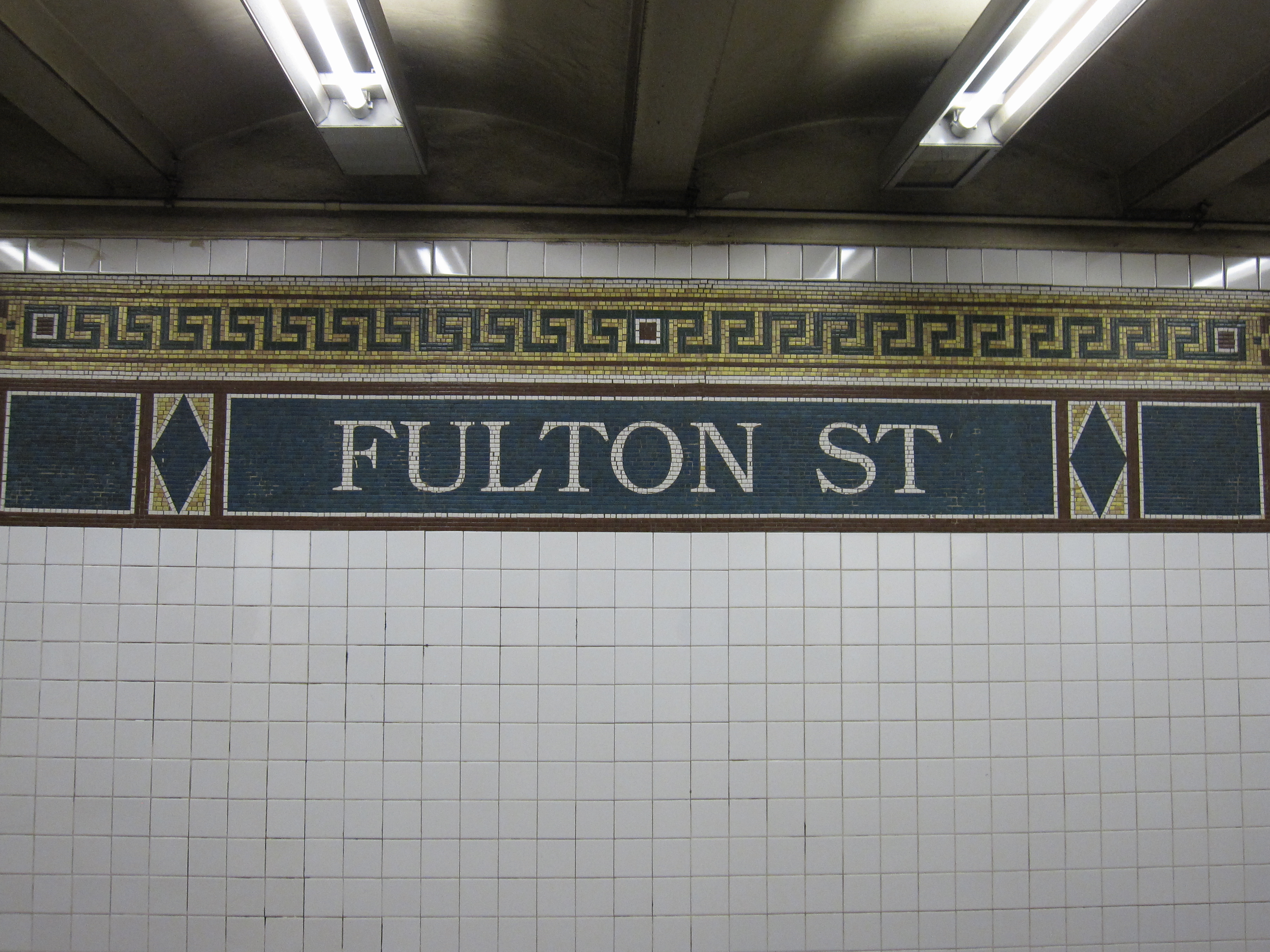
ホーム側壁の駅名標
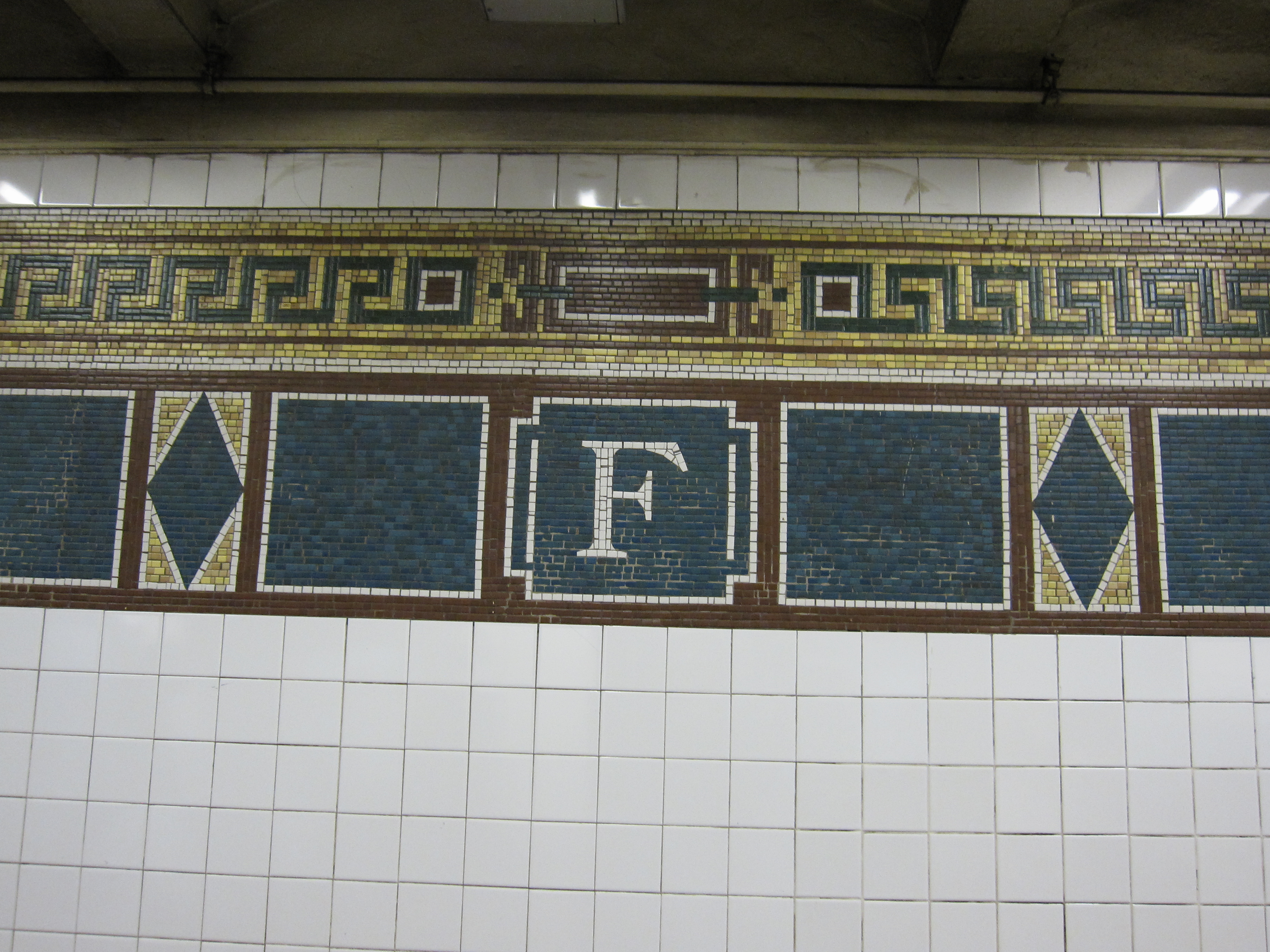
"F"のタブレット
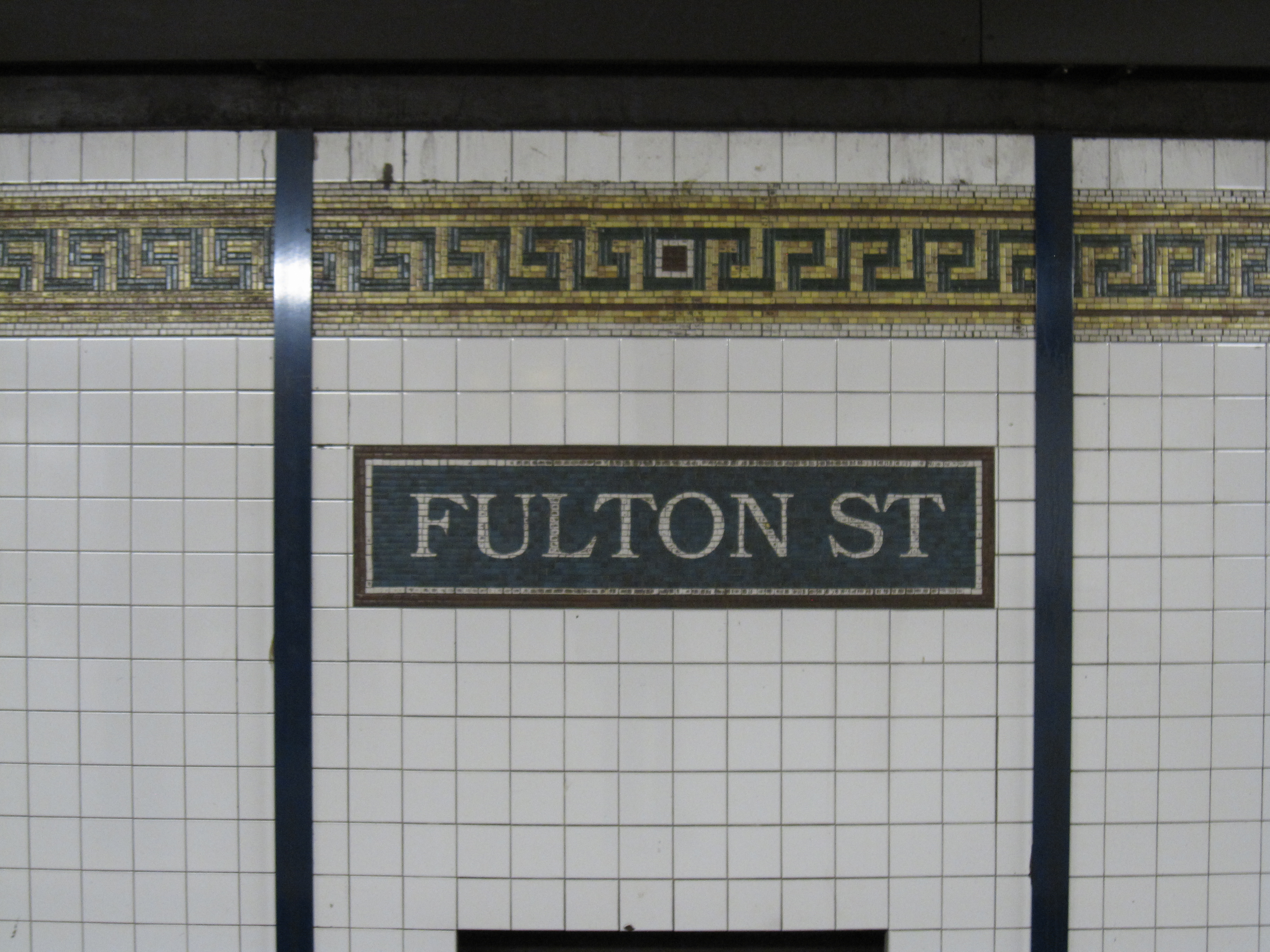
線路側壁の駅名標
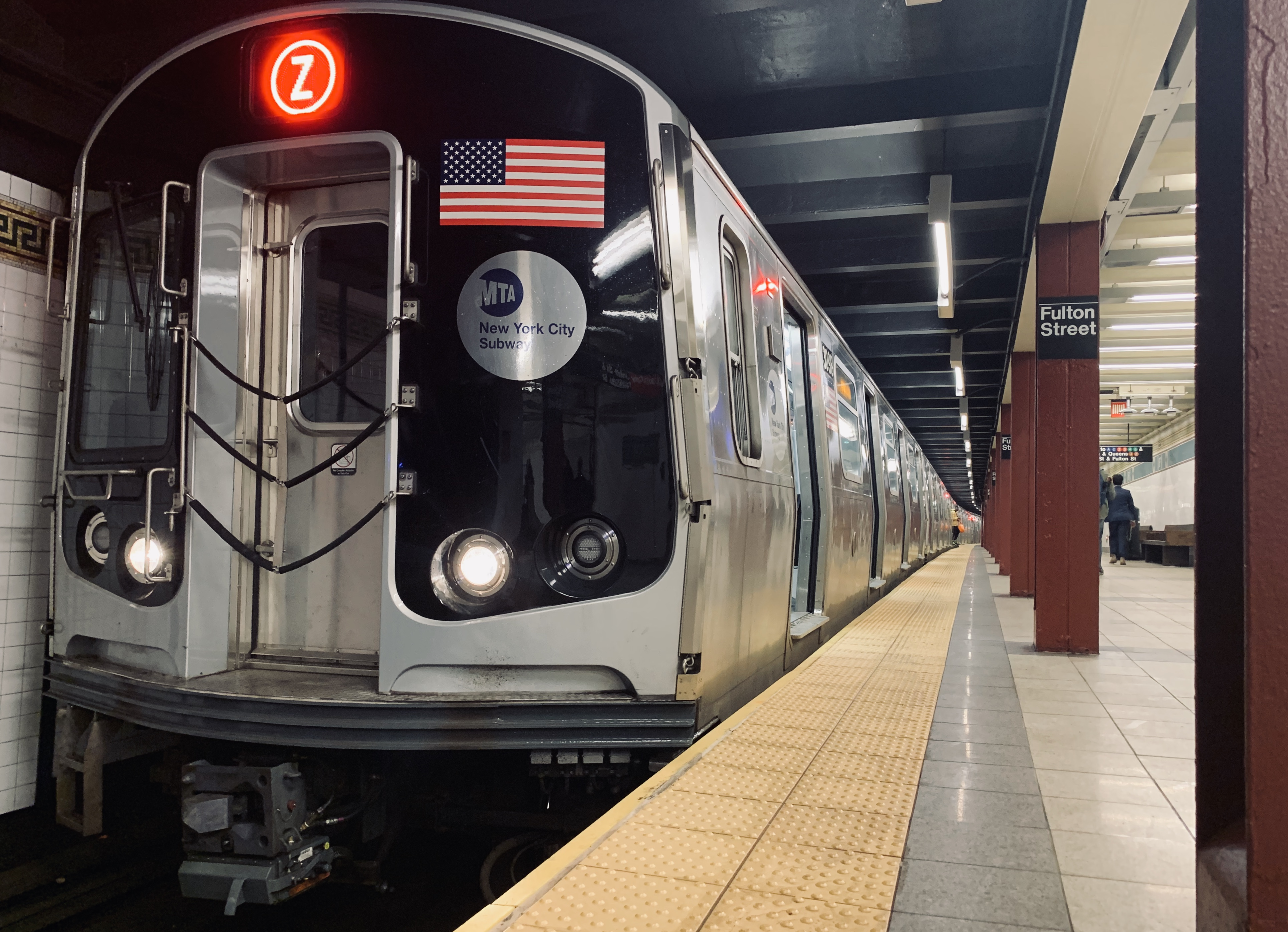
停車中のブロード・ストリート駅行R179形電車

## IND8番街線
IND8番街線フルトン・ストリート駅は島式ホーム1面2線の駅である。開業当時はブロードウェイ-ナッソー・ストリート駅（Broadway–Nassau Street）と呼ばれていた。地下約18メートル（60フィート）のところにあり、同深度の他駅と同様に管状の駅になっている。壁面には紫色のタイルで帯が引かれており、"FULTON" と書かれたタイルが取り付けられている。2010年12月に複合駅内の他駅と統合する形でフルトン・ストリート駅と改名されるまで、"BWAY"（Broadwayの略）と "NASSAU" が交互に現れる開業当時のタイルが残っていた。柱や吊下看板の駅名は新しくなっている。
ナンシー・ホルトの "Astral Grating" という作品がメザニンに展示されていたが、改装時に撤去されてしまった。
メザニンにはIRTブロードウェイ-7番街線およびBMTナッソー・ストリート線のホーム行きエレベーターが設けられている。また、ウィリアム・ストリート-フルトン・ストリート交差点の南西角とメザニンの間にもエレベーターが設けられている。

### 画像

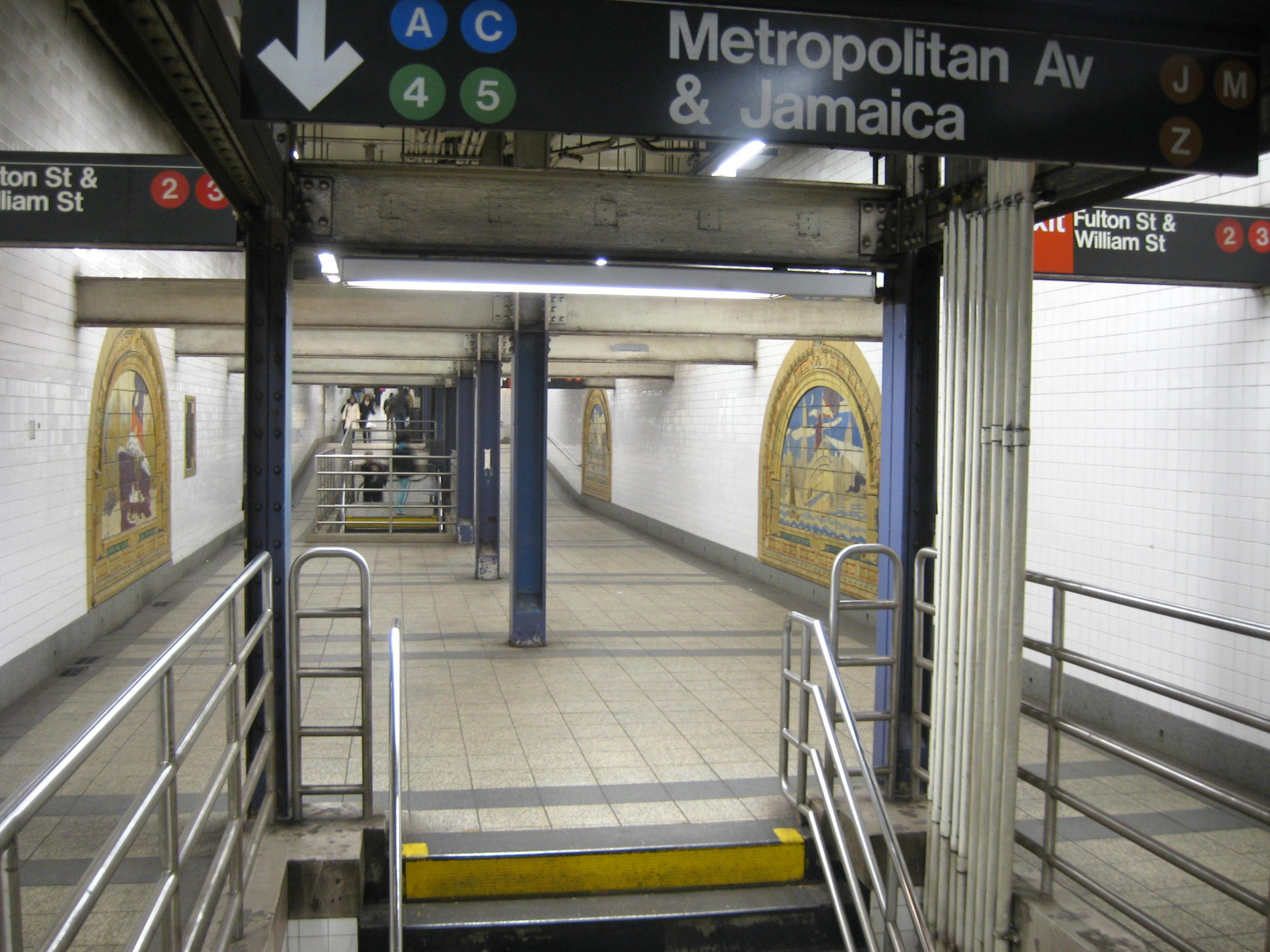
改修前のメザニン。壁には海を題材にした壁画が描かれている。
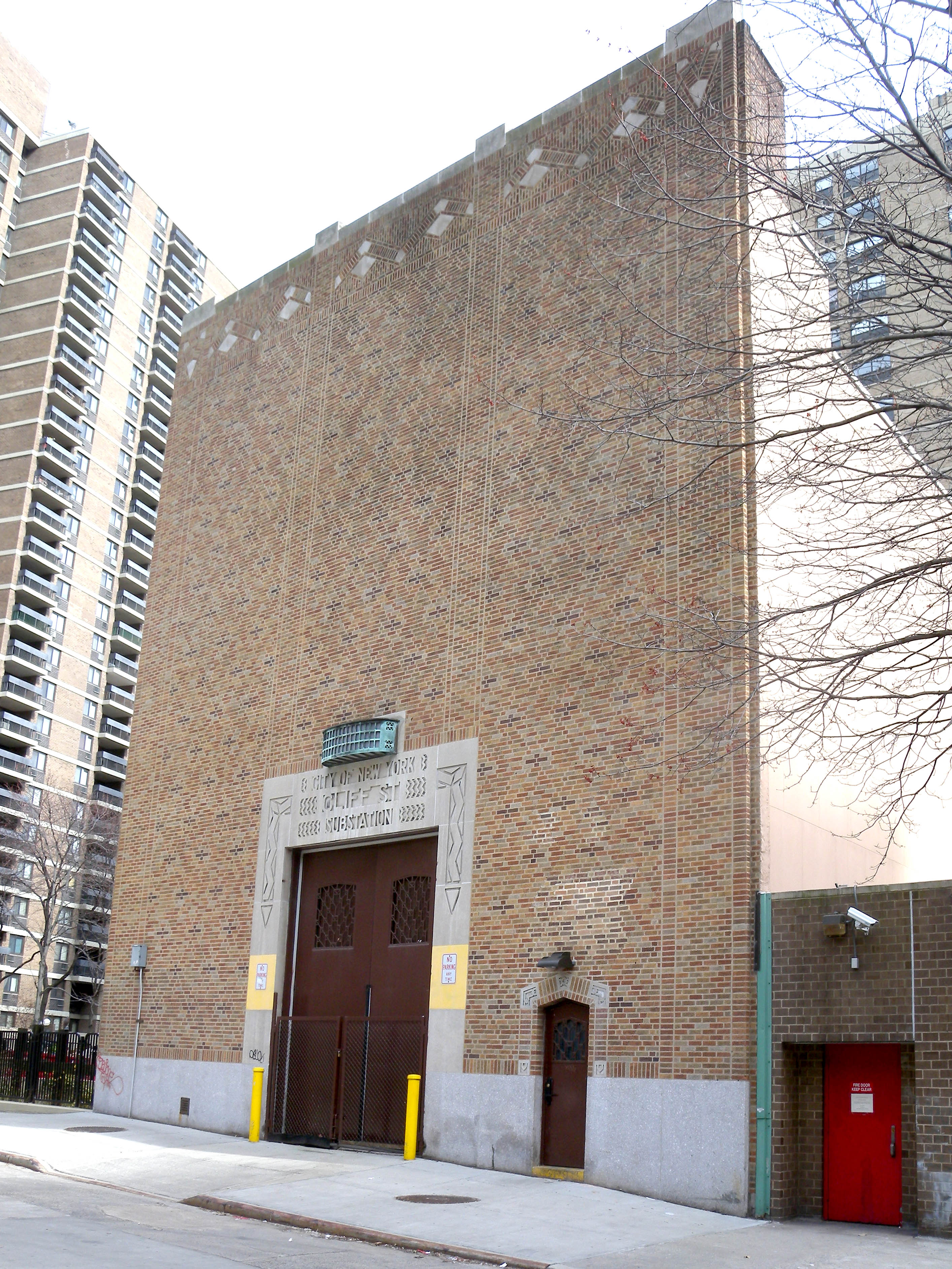
クリフ・ストリートにある変電所

## 周辺施設
- セント・ポール教会
- ワールドトレードセンターサイト（英語版）
- ワールドトレードセンターコンプレックス（英語版）